# Марія Ліонс

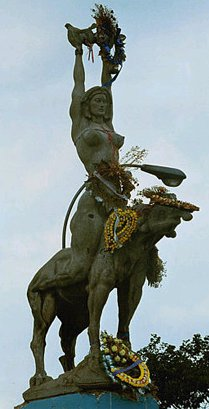
Статуя Марії Ліонси в Каракасі

Марія Ліонс - богиня природи, любові, миру та гармонії в  Венесуелі. Її культ поєднує в собі як елементи католицизму (віра в  Діву Марію), так і вірування  індіанців та  африканські міфи про героїв епохи работоргівлі.  Ім'я походить від ісп. Santa María de la Onza, згодом скороченого. Культ виник в області Яракуй і поширився на всю Венесуелу. Основна зона розповсюдження - Венесуела, проте культ сьогодні присутній і в інших країнах - таких, як Колумбія, Домініканська Республіка та Бразилія. 

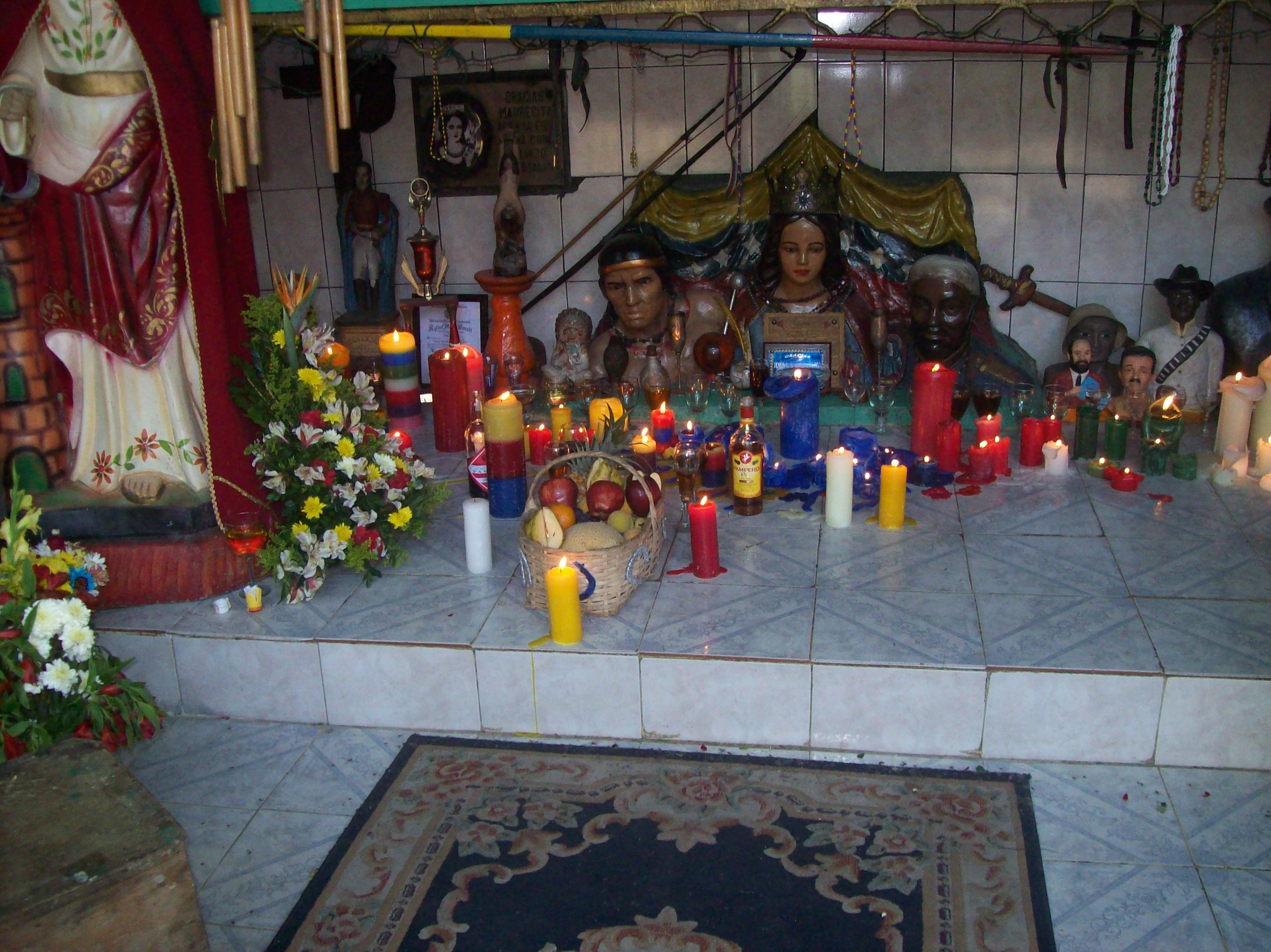
Вівтар Марії Ліонси

## Легенда
Згідно з легендою,  Марія Ліонс народилася в 1802 році в індійського вождя з регіону Яракуй. Статуя на шосе Франциско Фахардо в Каракасі венесуельського скульптора Олександро Коліна зображує її оголеною жінкою з атлетичною мускулатурою з розпростертими руками, в яких вона тримає жіночу тазову кістку (символ родючості), що їде на великому тапірі. Вона панувала над дикими звірами. На її троні були місцеві тварини, включаючи черепах і змій. Кажуть, що вона досі живе на горі Сорте, куди її послідовники їдуть, щоб віддати їй шану, називаючи її "королевою". Через традицію гора Сорте була оголошена Національним парком у 1980-х роках.

## Культ
Культ, що практикується на горі Серро де Сорте (приблизно в 300 кілометрах від Каракаса), широко поширений у Венесуелі. Всі верстви населення збираються на культовий захід. У захоплюючих та містичних діях вони відзначають таємничі урочистості, шукають зцілення від хвороби та допомоги у спеціальних справах. Культовий вечір очолюють шамани, які налагоджують контакт з різними духами, трьома духовними силами. Майже 30 мільйонів людей живуть за своїми 500-річними правилами, бояться своїх прокльонів, сподіваються на цілющі слова від хвороби - і вірять тим образам майбутнього, які вона посилає своїм священникам через вогонь. Культ Марії Ліонси - це найбільший духовний рух південноамериканського континенту. Найзначніший день культу Марія Ліонца - 12 жовтня. У цей день усі знахарі, культові священики та майстри церемоній збираються на пошану до своєї королеви. Родзинкою урочистостей є традиційні танці над палаючим вугіллям.